# La Vie comme ça
Pour plus de détails, voir Fiche technique et Distribution.
La Vie comme ça est un téléfilm dramatique français réalisé par Jean-Claude Brisseau et diffusé en 1978.

## Synopsis
Une lycéenne, Agnès, arrête ses études pour aller s'établir en banlieue parisienne avec une de ses amies. Installée dans une HLM à Bagnolet, elle cherche du travail. Après avoir trouvé un emploi de bureau, elle s'implique dans la défense de ses collègues de travail à la suite du licenciement de l'une d'entre elles. Elle finit par devenir déléguée du personnel...

## Fiche technique
Sauf indication contraire, les informations mentionnées dans cette section peuvent être confirmées par la base de données cinématographiques Unifrance,  présente dans la section « Liens externes ».
- Titre original : La Vie comme ça[1],[2]
- Réalisation et scénario : Jean-Claude Brisseau
- Photographie : Georgy Fodor
- Montage : Stéphanie Granel
- Musique : Guillaume Loisillon
- Décors : Josée van Hoorn
- Production : Pierre Emmanuel
- Sociétés de production : Institut national de l'audiovisuel
- Pays de production :  France
- Langue originale : français
- Format : Couleur - 1,37:1 - Son mono - 35 mm
- Durée : 95 minutes
- Genre : Drame
- Date de diffusion :
  - France : 1978 (télévision) ; 18 juin 1981 (cinéma[1])

## Distribution
- Lisa Hérédia : Agnès Tessier
- Marie Rivière : Florence
- Jenny Bellay : la mère d'Agnès
- Jacques Serres : le père de Florence
- Pascale Ogier : Muriel Pucheux
- Lucien Plazanet : le concierge
- Daniel Tarrare : l'homme dans le métro
- Rosette : Véronique
- Jean-Claude Balard : Lambert
- Michèle Ernou : La femme qui se trouve bien
- Bernard Tiphaine : Pineau
- Janine Souchon : Mlle Leblanc
- Luc Ponette : Le délégué